# Cratere von Paradis
von Paradis  è un cratere sulla superficie di Venere. Deve il proprio nome alla musicista e compositrice austriaca Maria Theresia von Paradis.